# Raccordement du Bas-Martineau
Le raccordement du Bas-Martineau est un raccordement ferroviaire établi sur la commune de La Courneuve.
Il constitue la ligne 992 300 du réseau ferré national.

## Situation ferroviaire
Le raccordement, d'une longueur de 2 147 m relie la ligne de la grande ceinture de Paris (Bif. de Dugny, point kilométrique (PK) 53,874/0,000) à la ligne de La Plaine à Hirson et Anor (frontière) (Bif. du Bas-Martineau, PK 2,147/8,327). Il permet d'éviter un rebroussement à la gare de Bobigny.
En vue du projet d'exposition internationale de 2004 à Dugny (non mené à terme), la SNCF prévoyait d’investir 100 millions de francs (15,24 millions d'euros) en utilisant notamment le Raccordement du Bas-Martineau avec trois aménagements principaux : la création d'une gare à Dugny - La Courneuve en contrebas du pont de la D 114 à proximité immédiate du pavillon d'accueil de l'Expo, des aménagements en gare du Bourget afin d'assurer la bonne interconnexion avec le RER B par l'allongement des quais 1 et 2 vers Paris, création d'un quai dédié à l'Exposition internationale parallèlement à la ligne B, et création d'un nouveau passage souterrain entre les quais 1 et 2 et le nouveau quai. Il était envisagé que le passage à niveau 4 situé avenue Jean-Mermoz (RD 30) puisse être remplacé par un ouvrage dénivelé.
En 2016, le raccordement est fermé à toute circulation. Sa réutilisation est envisagée dans le cadre du chantier de creusement des lignes 16 et 17 du Grand Paris Express qui prendrait place sur la zone industrielle Mermoz à cheval sur les territoires de La Courneuve et du Bourget à proximité immédiate du raccordement. Toutefois, en mars 2019, il apparaît que la Société du Grand Paris aurait renoncé à cette solution en privilégiant une évacuation par voie routière, recouvrant même de terre les rails du raccordement jusque Dugny.